# Хиджаз

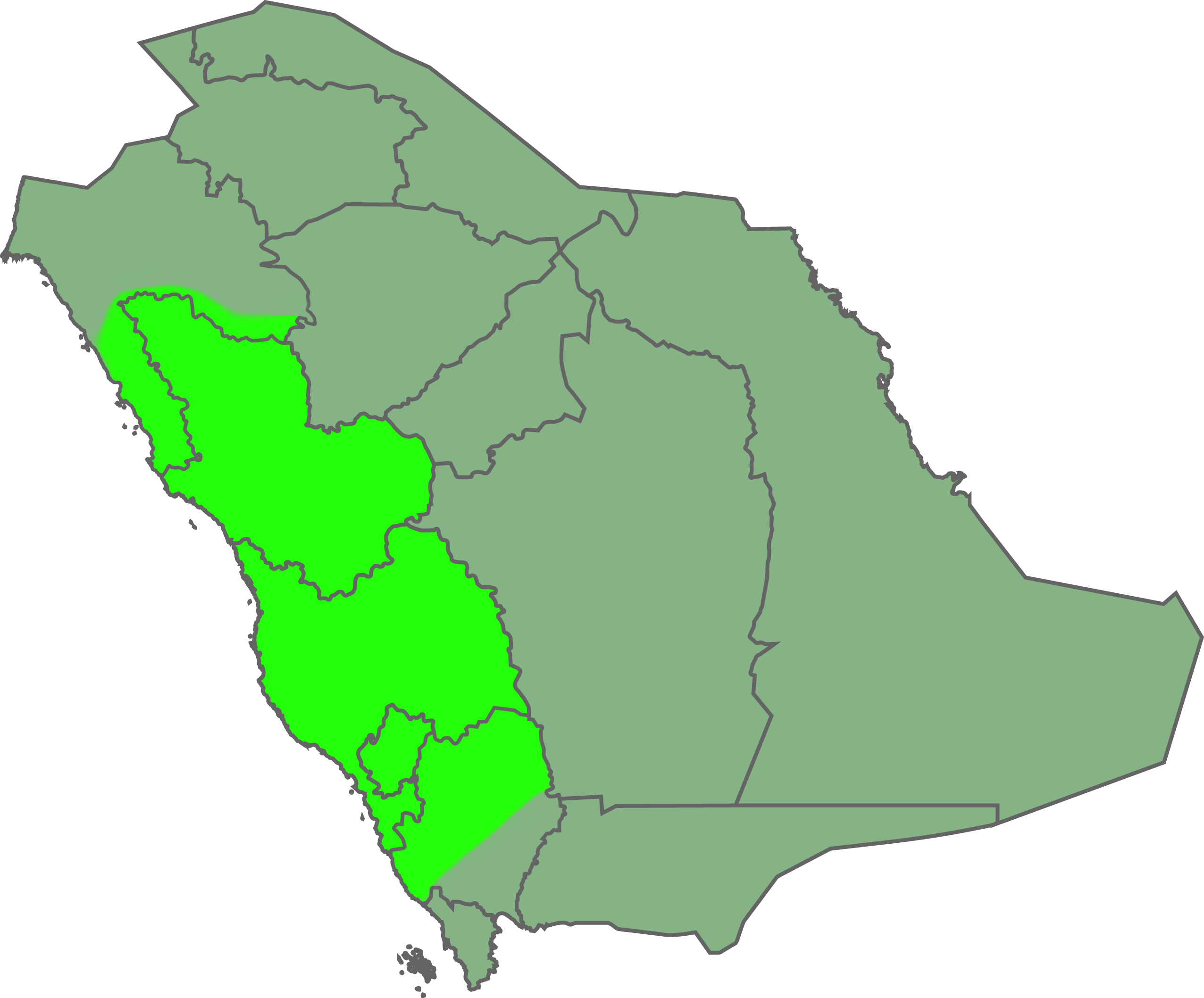
Хиджаз на карте Саудовской Аравии

Хиджа́з (араб. الحجاز‎) — территория на западе Аравийского полуострова, часть Саудовской Аравии. Историческое место возникновения ислама — здесь находятся священные города мусульман Мекка и Медина. Административный центр — Джидда.
В 1916—1925 годах — независимое государство, возникшее в результате восстания арабских племён против Османской империи. Первым королём Хиджаза был Хусейн бен Али (1916—1924), вторым — его сын Али ибн Хусейн (1924—1925).

## Города
- Эль-Баха
- Бадр
- Джидда
- Мекка
- Медина
- Рабиг
- Таиф
- Табук
- Янбу
- Эль-Ваджх

## История
- до 106 года н. э. — часть Набатейского царства. Сохранился Мадаин-Салих, южный и крупнейший населённый пункт в царстве после Петры, его столицы.
- 106 год н. э. — Хиджаз вошёл в состав провинции Аравия Римской империи.
- 1519 год — завоевание турками-османами султаната мамлюков. Хиджаз, входивший в состав султаната, стал турецким.
- с 1519 по 1916 годы — в составе Османской империи.
- 30 мая 1916 года — провозглашение независимости. Образовано королевство Хиджаз.
- 1925 год — завоёвано Недждом, образованное государство получило название королевство Неджд и Хиджаз.
- 1932 год — объединённое государство переименовано в Саудовскую Аравию[1]

Флаг Хиджаза, с 1916 по 1917
Флаг Хиджаза с 1917 по 1920, основанный на панарабских цветах.
Флаг Хиджаза с  1920 по 1926
Флаг Хиджаза с  1926 по 1932